# Лудин
Лу́дин — село в Україні, в Устилузькій міській територіальній громаді Володимирського району Волинської області. На північному сході межує з селом Ізов, на заході — з селом Амбуків.
Населення становить 565 осіб. Кількість дворів (квартир) — 202. З них 24 нових (після 1991 р.).
В селі функціонує Свято Миколаївська церква ПЦУ (1601 року). Кількість прихожан — 740 осіб. Працює середня школа на 200 місць, клуб, бібліотека, дитячий садок, фельдшерсько-акушерський пункт, відділення зв'язку, АТС на 88 номерів, 4 торговельних заклади.
В селі доступні такі телеканали: УТ-1, 1+1, Інтер, Обласне телебачення. Радіомовлення здійснюють Радіо «Промінь», Радіо «Світязь», Радіо «Луцьк», проводове радіо.
Село газифіковане. Дорога з твердим покриттям в незадовільному стані. Наявне постійне транспортне сполучення з районним та обласним центрами. Неподалік від села розташований заказник «Березовий гай».

## Історія
Вперше село згадується у 1570 році. Біля с. Амбукова виявлено могильник доби неоліту (IV тисячоліття до н. е.); в селах Ізові і Чорникові — залишки поселень епохи міді (III тисячоліття до н. е.).Вперше село згадується у 1570 році.
В період революційних подій 1905—1907 рр. тут відбувалися селянські заворушення.
Під час польської окупації (1920—1939 рр.) в багатьох селах нинішньої Лудинської сільради існували осередки КПЗУ.
20 березня 1944 року в селі стався бій між УПА та мельниківським Українським легіоном.

Пам'ятник землякам (встановлено у 1970 році)

Лудинська шкільна бібліотека бере початок із повоєнних літ. Після визволення території села від окупантів, у 1944 році школа відновила своє функціонування. На перших порах школа розміщувалася у звичайній сільській хаті, де було 2 класні кімнати та учительська. Фонд бібліотеки був невеликий, і займав кілька полиць в учительській. Поступово, з часом виникла необхідність розширити приміщення і в 1950 році добудували кілька класних кімнат.
Зі спогадів колишнього бібліотекаря, а в ті часи учня Киричука Степана Йосиповича у роки повоєнної відбудови було важке становище з підручниками. У класі з кількістю 27 учнів було 2 підручники російської мови. Один — у вчителя, і другий в одного з учнів. Підручники на той час коштували недешево, і батьки не в змозі були купувати їх своїм дітям. Весь потрібний матеріал конспектували у зошити. Стан забезпечення художньою літературою був дещо кращий, і учні із задоволенням читали ті книги, які були у школі.
У 1957 році у школу стали надходити художня, наукова та методична література. Разом з цим перед дирекцією постало питання необхідності виділення для  шкільної бібліотеки окремого приміщення. Для цього облаштували невеличку будівлю неподалік школи. Читачами шкільної бібліотеки стали одразу усі 159 учнів Лудинської школи. Бібліотекар згуртувала навколо себе найбільш активних читачів, які допомагали іншим учням у виборі книг. Готували виступи до свят, писали реферати по історії, які сприяли патріотичному вихованню молоді, збирали і оформляли папки тематичних газетних вирізок під назвою « Район на сторінках преси».
У серпні 2015 року село увійшло до складу новоствореної Устилузької міської громади.
12 червня 2020 року, відповідно до розпорядження Кабінету Міністрів України № 708-р «Про визначення адміністративних центрів та затвердження територій територіальних громад Волинської області», увійшло до складу Устилузької міської територіальної громади.
19 липня 2020 року, в результаті адміністративно-територіальної реформи та ліквідації  Володимир-Волинського району(1940—2020), село увійшло до новоутвореного Володимир-Волинського району (від 18 липня 2022 Володимирського).

## Населення
Згідно з переписом УРСР 1989 року чисельність наявного населення села становила 580 осіб, з яких 272 чоловіки та 308 жінок.
За переписом населення України 2001 року в селі мешкали 553 особи.

### Мова
Розподіл населення за рідною мовою за даними перепису 2001 року:
| Мова       | Відсоток |
| ---------- | -------- |
| українська | 99,29 %  |
| білоруська | 0,53 %   |